# Pleasure and Pain
Pleasure And Pain je sedmi studijski album talijanske black metal grupe Theatres Des Vampires. To je ujedno drugi album na kojem je Sonya Scarlet glavni vokal sastava, a vokalisticom je postala 2004. na albumu Nightbreed Of Macabria.

## Popis skladbi
1. Pleasure And Pain - 04:04
2. Never Again - 03:26
3. Rosa Mistero - 04:04
4. Solitude - 03:37
5. My Lullaby - 04:02
6. Forever In Death - 03:49
7. Let Me Die - 04:44
8. Black Mirror - 03:32
9. Reason And Sense - 05:32
10. Mater Tenebrarum (Goblin Cover) - 03:54
11. Pleasure And Pain (Mixed By Das Ich) - 03:59